# Flimmerdyr
Flimmerdyr er en dansk eksperimentalfilm fra 1987 instrueret af Søren Nielsen og W. Fabricius.

## Handling
Humoristisk gennemgang af fjernsynets udvikling.